# Silvia Muñoz
Silvia Muñoz Escudé (nacida el 18 de septiembre de 1979 en Tarrasa, Cataluña, España) es una jugadora de hockey hierba que se desenvuelve en las posiciones de centrocampista y delantera centro que ha representado a su país en tres juegos olímpicos consecutivos: Sídney 2000, Atenas 2004 y Pekín 2008. Comenzó a jugar en el CD Terrassa y allí es donde lleva ganados más títulos. Desde hace varios años es también la capitana de la selección española.
Es además, una jugadora que cuenta con una larga tradición familiar de dedicación al hockey sobre hierba, ya que sus hermanas y su padre también jugaron, y si nos referimos a uno de sus abuelos, nos encontraremos con el hombre que trajo el hockey a la ciudad de Tarrasa, que es donde Silvia Muñoz comenzó a formarse como jugadora. 

## Trayectoria
- CD Terrassa (Liga española) (-/2005)
- HC Rotterdam (Liga holandesa) (2005/2006)
- Club de Campo (Liga española) (2006/2008)
- CD Terrassa (Liga española) (2008/-)

## Palmarés

### Títulos a nivel de selección
- 4ª Campeonato de Europa Mánchester 2007
- Subcampeona en la Copa del Mundo de Hockey Sala Viena 2007
- 4ª Campeonato del mundo Madrid 2006
- 4ª Campeonato de Europa Dublín 2005
- Subcampeona en el Torneo Preolímpico Auckland 2004
- Subcampeona en el Campeonato de Europa Barcelona 2003
- Subcampeona en la Champions Challenge Catania 2003
- 4ª Juegos Olímpicos Sídney 2000

### Títulos a nivel de club
- Campeonato de Europa de Clubes "B" 2003
- Campeonato de Europa de clubs (hockey sala) "B" 2002
- 4ª Campeonato de Europa de Clubes "A" 2001
- Campeona de España (2000, 2001, 2002, 2005 y 2007)
- Subcampeona de España (1998, 1999 y 2003)
- Campeona de España sala (2001 y 2002)
- 4ª Recopa de Europa (1999)
- Copa de la Reina (1998, 2000 y 2001)
- Subcampeona Copa de la Reina (1997, 1999 y 2005)

## Participaciones en Juegos Olímpicos
- Sídney 2000, puesto 4.
- Atenas 2004, puesto 10.
- Pekín 2008, puesto 7.

## Premios, reconocimientos y distinciones
- Medalla de Bronce de la Real Orden del Mérito Deportivo, otorgada por el Consejo Superior de Deportes (2010)
- Medalla de Oro de la Real Orden del Mérito Deportivo, otorgada por el Consejo Superior de Deportes (2011)